# Black Friday (1910)
För andra betydelser, se Black Friday (olika betydelser).

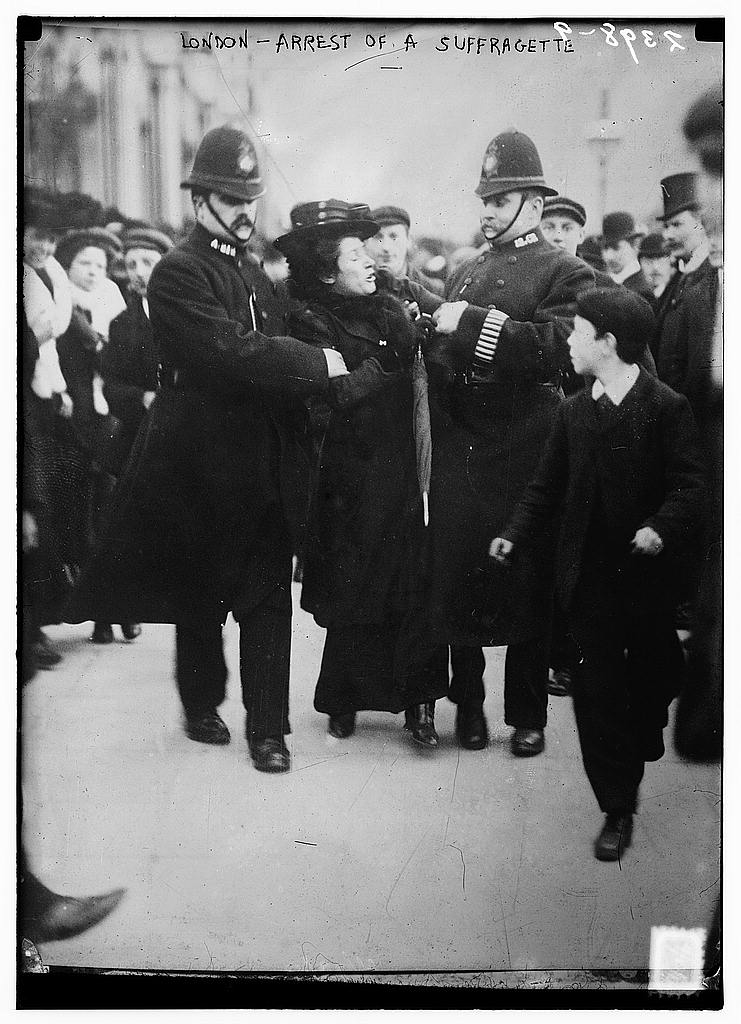
En suffragett blir arresterad av brittisk polis i London 1910-1915. Suffragetterna var radikala, kvinnliga rösträttsförkämpar. Storbritannien fick kvinnlig rösträtt först 1928.

Black Friday (1910) (engelska för Den svarta fredagen) var en händelse den 18 november 1910, då omkring 300 suffragetter demonstrerade utanför parlamentsbyggnaden i London då den brittiske premiärministern H.H. Asquiths liberala regering misslyckats få igenom ett lagförslag som för första gången någonsin skulle ge ett fåtal kvinnor rösträtt.
Även om lagförslaget inte slutgiltigt avslogs så meddelade Asquith att Underhuset inte längre avsåg att lägga ner mer tid på förslaget. Som ett svar på detta sände Women's Social and Political Union (WSPU) en delegation på omkring 300 kvinnor, som blev angripna då de försökte ta sig igenom polisavspärrningar. Under sex timmars tid blev de utsatta för en våldsam misshandel av polisen där kvinnor blev slagna, kastade mot marken och sparkade - allt på en plats som var inom synhåll från Underhuset. Det kom även rapporter om att kvinnorna utsattes för sexuella ofredanden och övergrepp av polisen. Asquiths bil blev vandaliserad som en reaktion på hur kvinnorna blev behandlade. Händelsen var ett stort fiasko för dåvarande inrikesministern Winston Churchill. Minst två kvinnor dog på grund av skador som tillfogades av polisen.

## Konsekvenser
Händelserna på Black Friday var en stor PR-kris för regeringen, då pressen ställde sig på suffragetternas sida, och publicerade fotografier av polis som angrep obeväpnade kvinnliga demonstranter. Polisens sätt att agera fick kraftig kritik. Efter Black Friday utlovade Asquith att om det liberala partiet blev invalt kommande val, så skulle de kunna få igenom ett valförslag som skulle ge kvinnor rösträtt. WSPU lät sig inte övertygas av dessa utfästelser, då de menade att det bara var röstfiske och ett sätt att skyla över sina missgrepp.
Detta var första gången som suffragetternas protester blev bemötta med fysiskt våld, men det brittiska folket hade olika uppfattningar om detta var befogat eller inte, då inställningen till kvinnornas kampanjer vid denna tidpunkt var skiftande. Minst två  kvinnor dog som ett resultat av polisens våldsanvändning, och tvåhundra kvinnor blev arresterade. En annan kvinna, Mary Clarke (syster till Emmeline Pankhurst), som hade blivit svårt misshandlad av polisen och arresterad för stenkastning några dagar senare, dog kort efter att hon släppts från fängelse på juldagen 1910.